# Eduardo Geada
Eduardo Geada (n. Lisboa, 21 de mayo de 1945) es un cineasta, profesor y ensayista en materias de cine portugués.

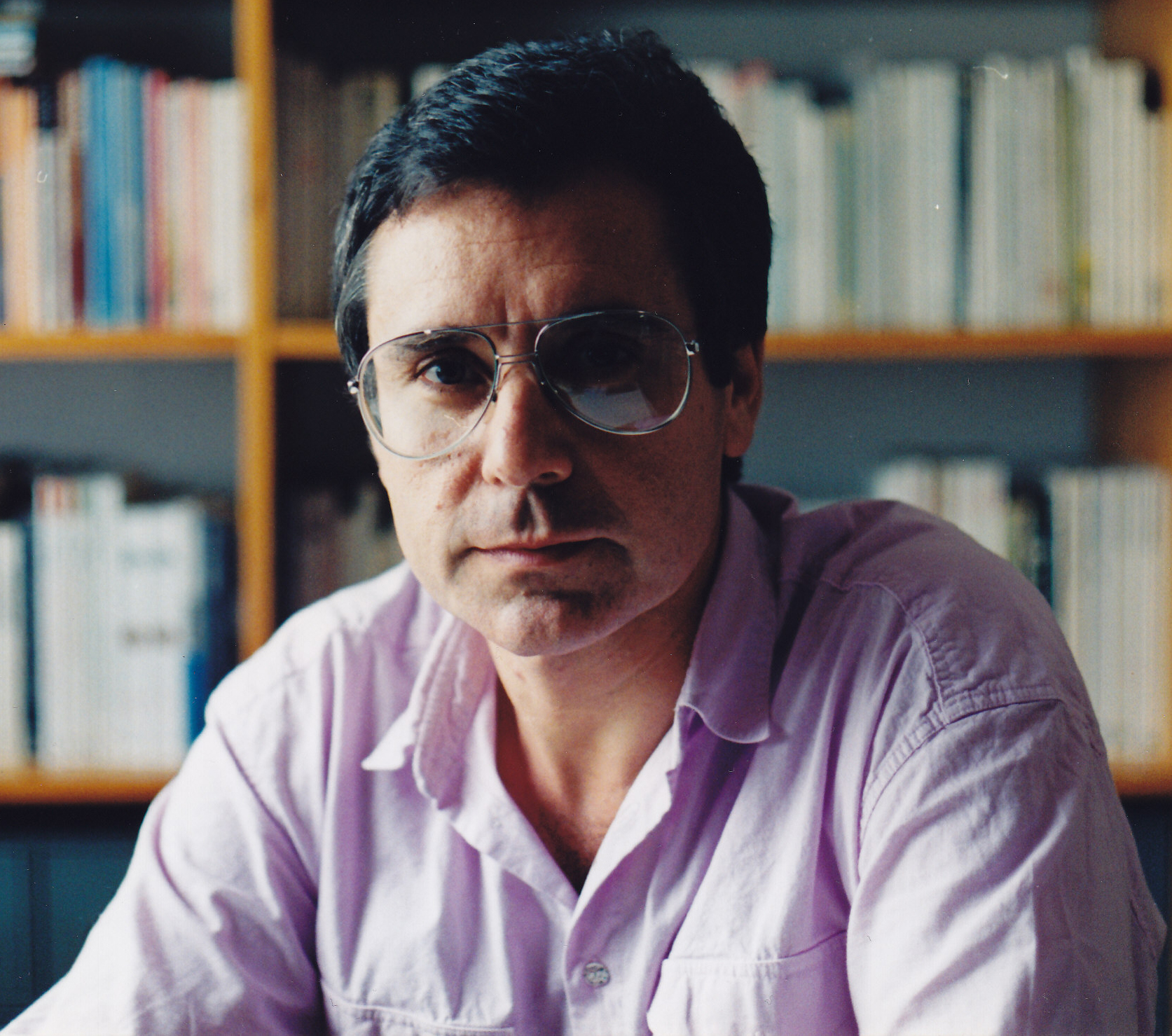
Eduardo Geada

## Biografía
Comenzó su carrera a finales de los años 1960 como crítico de cine. Entre 1968 y 1976 escribió para varias publicaciones como Seara Nova, Vértice, Vida Mundial, A Capital, República y Expresso.
Se licenció en Estudios angloamericanos en la Facultad de Letras de la Universidad de Lisboa en 1976. Al igual que otros cineastas de su generación, su formación estuvo muy influenciada por el movimiento del cineclub. Como becario de la Fundación Calouste Gulbenkian, completa en 1978 un posgrado en Estudios de cine en University College de Londres. En 1978 ingresa como profesor en la Escuela Superior de Teatro y Cine del Instituto Politécnico de Lisboa, donde permanecerá hasta el 2004. Entre años 1985 y 1986 fue locutor de un programa dedicado al cine denominado Moviola, emitido por Antena 1. Ese primer año, 1985, se licencia en Comunicación social en la Universidad Nueva de Lisboa y doce años después obtuvo el grado de doctor en Historia de los medios.
Entre 1997 y 2002 ocupó el cargo de administrador delegado de la Fundación CulturSintra en el Palácio da Regaleira. Desde 2004 dicta cátedra en la Escuela Superior de Comunicación Social del Instituto Politécnico de Lisboa. En los años 2007 y 2008 fue profesor e investigador en la Universidad de California.

### En la dirección
Como director ha dividido su actividad entre el cine y la televisión. Su primera película, Sofia ou a Educação Sexual (1973), estrenada después de la Revolución de los Claveles, fue una de las últimas en ser prohibidas por la censura. Con la participación de grandes nombres de la cultura portuguesa, como David Mourão-Ferreira, Jorge Peixinho y Eduardo Prado Coelho; asiste en la dirección a otro reputado crítico de cine, João Lopes. La película terminó creando expectativas no correspondidas plenamente por la futura labor del realizador.
Inmediatamente después de la Revolución, se dedica a trabajos con una vertiente sociológica propia del momento. Los documentales Lisboa, O Direito à Cidade, A Revolução está na Ordem do Dia y Temos Festa, hechos para televisión, analizaban la nueva realidad portuguesa desde un punto de vista marxista común a otras producciones del mismo período, que constituyen hoy documentos históricos de innegable valor. Lo mismo se aplica al trabajo colectivo As Armas e o Povo (1975), del cual ha sido uno de los directores. Allí ilustra la semana transcurrida entre el día de la Revolución y el primer Día Internacional de los Trabajadores celebrado en libertad, reflejando también los cuarenta y ocho años que habían mediado entre la Revolución del 28 de mayo de 1926 y la caída del marcelismo.
Durante la década de 1980, se dedicó principalmente a adaptar a la televisión obras de la literatura portuguesa. En donde se destacaron la telenovela Mariana Alcoforado (1980), basada en las cartas atribuidas a Sor Mariana Alcoforado religiosa del Convento de Beja en el siglo XVII, la serie de televisión Lisboa: Sociedad Anónima (1982-1983), A Forma das Coisas (1986), Uma Aventura em Lisboa (1989) y Retratos da Madeira (1990). Aunque nunca dejó de filmar largometrajes, principalmente documentales.
Su último largometraje es Passagem por Lisboa (1993), el cual actúa como un homenaje a la memoria del cine. La película es, además, dedicada a Félix Ribeiro y Luis de Pina, dos directores portugueses de renombre que habían fallecido años antes.

## Filmografía
- 1973: Sofia ou a Educação Sexual
- 1974: Lisboa, o direito à cidade
- 1975: As Armas e o Povo (documental)
- 1975: O Funeral do Patrão
- 1976: A Santa Aliança
- 1978: Temos Festa (serie de televisión)
- 1980: Mariana Alcoforado
- 1981: O Banqueiro Anarquista
- 1983: Impossível Evasão
- 1983: Pôr do Sol no Areeiro
- 1983: O Homem Que Não Sabe Escrever
- 1984: Ritual dos Pequenos Vampiros
- 1985: Saudades para Dona Genciana
- 1993: Passagem por Lisboa

## Libros publicados
- O Imperialismo e o Fascismo no Cinema (Moraes Editores, 1977)
- Cinema e Transfiguração (Livros Horizonte, 1978)
- O Poder do Cinema (Livros Horizonte, 1985)
- Estéticas do Cinema - organização (Publicações Dom Quixote, 1986)
- O Cinema Espectáculo (Edições 70, 1987)
- Os Mundos do Cinema (Editorial Notícias, 1998)